# يوهان انطون وينمان
يوهان انطون وينمان (بالألمانية: Johann Anton Weinmann)‏ (و. 1782 – 1858 م) هو عالم نبات من ألمانيا . ولد في فورتسبورغ .
وكان عضو في أكاديمية سانت بطرسبرغ للعلوم .
توفي في بافلوفسك ، عن عمر يناهز 76 عاماً.